# Скотто, Эмилио
Эми́лио Ско́тто (исп. Emilio Scotto; род. 1956, Аргентина) — аргентинский путешественник и рекордсмен.
Работал торговым представителем в фармацевтической компании, пока в 1985 году не решил посвятить себя полностью путешествиям.
Скотто совершил самое продолжительное путешествие на мотоцикле в истории, занесённое в Книгу рекордов Гиннесса. За время путешествия аргентинец проехал 735 тысяч километров, посетил 214 стран.
Путешествие длилось с 17 января 1985 года по 2 апреля 1995 года.